# Herbert Selpin
Herbert Selpin (29 de maio de 1904 – 1 de agosto de 1942) foi um cineasta e roteirista alemão durante a década de 1930 e 1940. Selpin é melhor conhecido por seu filme final, o parcialmente suprimido Titanic, que durante sua produção, foi preso pelo Ministro da Propaganda Joseph Goebbels. Foi encontrado morto em sua cela no dia seguinte à sua detenção.

## Vida e carreira
Herbert Selpin nasceu em 20 de maio de 1904 em Berlin. Após seus estudos de medicina na mesma cidade, Selpin trabalhou como dançarino, boxeador, bibliotecário e vendedor de arte antes de obter, em meados da década de 1920, um estágio no prestigiado estúdio UFA. Entre outras tarefas na UFA, trabalhou no set do filme de Friedrich Wilhelm Murnau Faust (1926). Selpin foi posteriormente empregado pela filial européia da Fox Film Corporation, onde ocupou vários cargos, incluindo – em 1927 – o de assistente de diretor de  Walther Ruttmann no set de Berlin: Sinfonie einer Großstadt.
Após diversos cargos como editor, Selpin recebeu a tarefa como diretor de Chauffeur Antoinette, lançado em 1931 pela Excelsior Films. Nos dois anos seguintes, Selpin teve conflitos com o Partido Nazista por retratar os britânicos de maneira simpática em seus filmes. A partir de 1933 fez filmes de propaganda lançados pelos estúdios UFA, que estava sob o controle do Ministro da Propaganda Joseph Goebbels. Após diversos filmes de propaganda que não foram bem recebidos (Schwarzhemden em 1933, Die Reiter von Deutsch-Ostafrika em 1934 e Alarm in Peking em 1937), Selpin teve sucesso com o filme de 1941 Carl Peters, um filme anti-Britânico. Este foi seguido por outro filme de propaganda Geheimakte W.B.1 em 1941–42.
Selpin foi escolhido por Goebbels para dirigir Titanic, planejado pelo Ministro para ser tanto um sucesso de público quanto uma efetiva propaganda anti-Britânica. A estória do navio condenado foi reescrita por Walter Zerlett-Olfenius colocando a culpa do acidente em J. Bruce Ismay, presidente da White Star Line e seus apoiadores capitalistas britânicos e americanos que, de acordo com o roteiro, queriam que o navio fizesse a travessia atlântica o mais rápido possível, não importando qual fosse o perigo para os passageiros, a fim de obter vantagem na competição contra a Cunard Line e assim, ganhar tanto dinheiro quanto pudessem. Um personagem alemão também foi apresentado, que alertou sobre o perigo do navio em viajar tão rapidamente.
Em 1942, no set de Titanic, depois de ter experimentado muitos problemas com atrasos causados por marinheiros alemães bêbados e soldados atuando como extras para o filme, Selpin fez várias observações críticas aos militares. Foi denunciado por estas afirmações por Zerlett-Olfenius, seu amigo pessoal e, após confirmar o que tinha dito durante encontro com Joseph Goebbels, foi preso em 31 de julho de 1942.

## Morte
No dia seguinte à sua detenção, Selpin foi encontrado morto em sua cela, tendo se enforcado com seus suspensórios de calças. Um rumor circulou de que ele havia sido assassinado por ordem de Goebbels, já que a Gestapo havia se interessado pelo assunto e Goebbels considerou mais prudente sacrificar o diretor do que discutir com a Gestapo. De acordo com o rumor, por volta da meia-noite de 31 de julho para 1º de agosto de 1942, dois guardas entraram na cela de Selpin: 
e pendurado nas barras da janela no teto, usando os suspensórios da calça como um laço. Para os registros, Goebbels teve a cena da morte secretamente fotografada e arquivada. Ele então enviou uma carta concisa para a esposa de Selpin, notificando-a sobre o suicídio de seu marido.
Apesar de Goebbels tentar esconder a verdade, a morte brutal de Selpin rapidamente se espalhou entre a comunidade cinematográfica de Berlim, que estava profundamente furiosa com Walter Zerlett-Olfenius. Goebbels retaliou emitindo uma proclamação decretando que qualquer um que se afastasse do roteirista responderia pessoalmente a Goebbels. Também ordenou que o nome de Selpin não fosse mencionado no set deTitanic ou em outro lugar.
A produção de Titanic foi subsequentemente completada por Werner Klingler, que não foi creditado. O próprio filme – que custou 4 milhões de Reichsmarks, ou o equivalente a 180 milhões de dólares atualmente –
foi quase completamente suprimido por Goebbels, que temia que o desastre do navio desmoralizasse o público alemão. Foi mostrado algumas vezes em países ocupados, e mais tarde, em uma versão reeditada, na Alemanha Oriental. Quatro cenas do filme foram utilizadas em outro filme sobre o Titanic,  A Night to Remember.

## Filmografia
| - Chauffeur Antoinette (1932) (estreia) - Antoinette (1932) - Camicia Nera/Schwarzhemden (1933) - Zwischen zwei Herzen (1934) - Mädels von heute (1933) - Dream of the Rhine (1933) - The Riders of German East Africa (1934) - The Champion of Pontresina (1934) - The Green Domino (1935) - An Ideal Husband (1935) - Der grüne Domino (1935) - Game on Board (1936) - Romance (1936) - Die Frau des Anderen (1936) - Die rote Mütze (1937) - Alarm in Peking (1937) - Water for Canitoga (1939) - Sergeant Berry (1938) - Ich liebe Dich (1938) - The Marriage Swindler (1938) - Ein Mann auf Abwegen (1940) - Trenck, der Pandur (1940) - Carl Peters (1941) - Geheimakte W.B.1 (1942) - Titanic (1943) (último filme) |